# Wikariat generalny branicki
Wikariat generalny branicki, przed 1924 r. komisariat kietrzański lub zwyczajowo dystrykt kietrzański, Morawy Polskie albo Morawy Pruskie – jednostka administracji kościelnej, jaką po wojnach śląskich i rozdzieleniu granicą terytorium diecezji ołomunieckiej (od 1777 archidiecezji) utworzono na tym jej obszarze, który znalazł się w granicach Królestwa Prus. Od 1751 zorganizowany jako komisariat, po 173 latach, od 1924 jako Wikariat Generalny, w 1938 do 1945 powiększony o część archidiecezji ołomunieckiej w granicach Kraju Sudetów. Główne miejscowości: Głubczyce, Branice, Kietrz, Opawica, Kozłówki, Tłustomosty, Pietrowice Wielkie, Langowo, Księże Pole.

## Historia

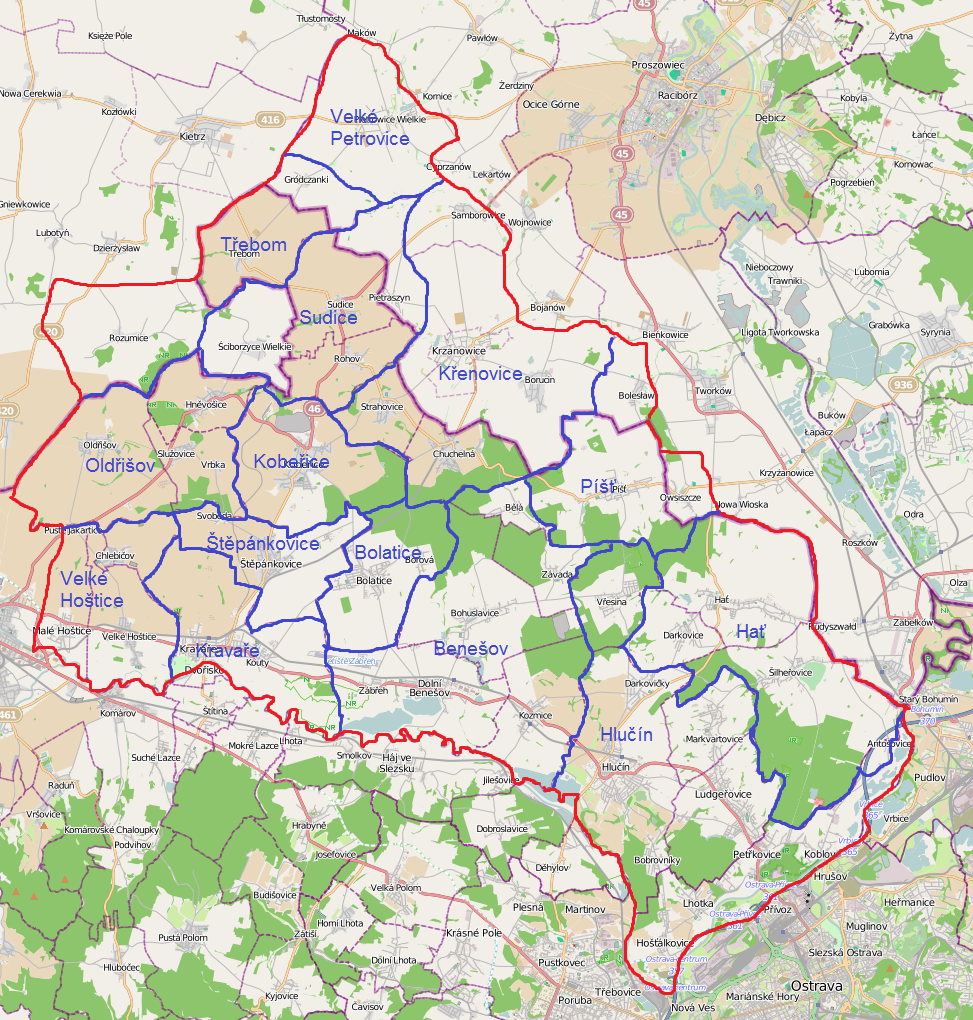
Dekanat hulczyński w 1869, od 1919 większość w granicach Czechosłowacji

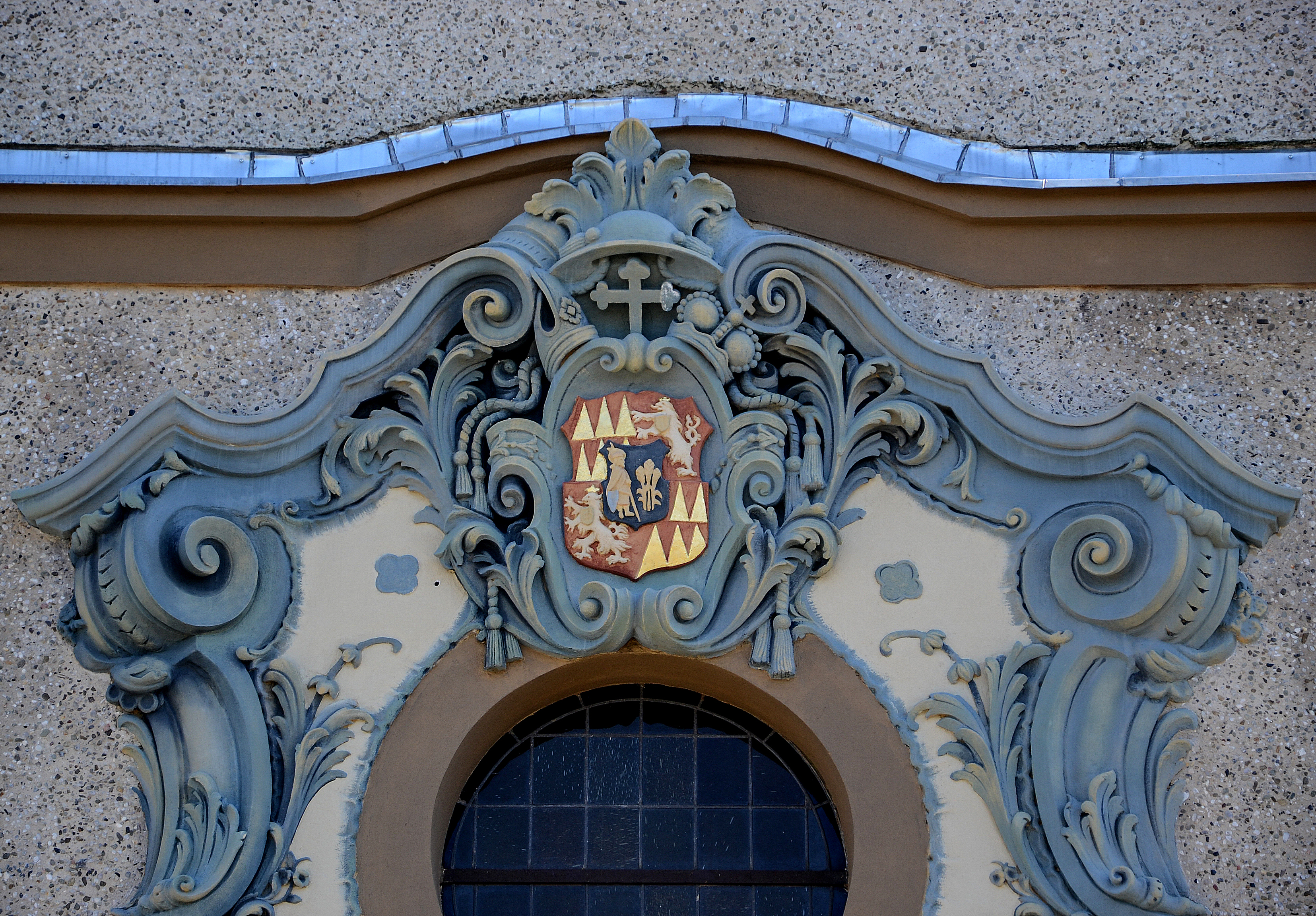
Herb diecezji ołomunieckiej i biskupa Leopolda Prečana na kościele w Tłustomostach; lata 20. XX wieku

Do 1742 roku cały obszar diecezji ołomunieckiej znajdował się w granicach monarchii Habsburgów. W 1742 Prusy zajęły prawie cały Śląsk, w tym mały obszar wokół Głubczyc i Kietrza gdzie znajdowało się 26 parafii diecezji ołomunieckiej, podzielonych na trzy dekanaty: Kietrz, Hulczyn i Opawica, częściowo przekraczające ówczesną granicę. W 1750 roku Prusy zażądały od biskupa ołomunieckiego Ferdynanda Troyera powołania wikariusza dla tego obszaru. Tym samym w 1751 powołano biskupi komisariat do zarządzania pruską częścią diecezji ołomunieckiej, a pierwszym komisarzem został ks. Karl Fliez, proboszcz i dziekan z Opawicy. Po nim do 1916 roku urząd ten sprawowali proboszczowie Kietrza. W latach 1916–1945 kiedy komisarzem był ks. Josef Martin Nathan, siedziba Komisariatu mieściła się w Branicach.
W 1778 dla powyższych trzech dekanatów został zorganizowany archiprezbiteriat kietrzański a rok później poprawiono ich granice aby pokrywały się z granicą państwowa. W 1794 odtworzono dawny dekanat głubczycki. W 1850 zlikwidowano dekanat opawicki. W 1863 dekanat kietrzański liczył 13 parafii i 3 lokalie, hulczyński 13 parafii i 1 lokalię, głubczycki 11 parafii, 2 administratury, 4 lokalie.
W 1916 Komisariat obejmował 136 tysięcy wiernych, w trzech dekanatach: Kietrz, Głubczyce i Hluczyn. W 1919 wyłączono obszar kraiku hulczyńskiego (i większą część dekanatu), który znalazł się w Czechosłowacji. Wobec pozostałego obszaru przestano używać określenia dystrykt kietrzański. Granice pozostałych dekanatów zmieniono i powołano nowy dekanat branicki. 19 kwietnia 1924 ks. Nathan został mianowany wikariuszem generalnym pruskiej części archidiecezji ołomunieckiej. Pozostałe w granicach Niemiec 3 dekanaty obejmowały 46 parafii i 86 042 katolików. Po 1938 obszar branickiego wikariatu generalnego zostały poszerzony o 22 dekanaty archidiecezji ołomunieckiej z 270 parafiami, które znalazły się w granicach Kraju Sudetów. Część sudeckoniemiecka liczyła blisko 600 000 katolików, a pruska ponad 137 000.
Po II wojnie światowej biskup Nathan pod naciskiem prymasa Hlonda zrzekł się swojej jurysdykcji kościelnej nad podległymi mu wcześniej lecz przyznanymi odtąd Polsce parafiami wikariatu generalnego na rzecz Administratora Apostolskiego Opolskiego, niemniej formalnie pozostały one częścią archidiecezji ołomunieckiej aż do 1972, kiedy to powstała diecezja opolska.

## Komisarze[3]
1. ks. Karl Fleßl (1751–1756)
2. ks. Franz Reittenharth (1756–1784)
3. ks. Matthäus Wlokka (1784–1796)
4. ks. Johann Stanjek (1796–1812)
5. ks. Franz Lauffer (1812–1837)
6. ks. Ignatz Molerus (1838–1948
7. ks. Karl Ullrich (1848–1875)
8. ks. Anton Richtarsky (1882–1893)
9. ks. Robert Sterz (1893–1907)
10. ks. Ignatz Maiß (1907–1916)
11. ks. Josef Martin Nathan (1916–1924, 1924–1945 jako wikariusz generalny)

Po 1945 r. terytorium przejęła administracja apostolska opolska.
Uwaga: w latach 1875–1882 działalność Komisariatu została zawieszona.